# Odessa A'zion
Odessa Zion Segall Adlon (Los Ángeles, 17 de junio de 2000), también conocida como Odessa A'zion, es una actriz estadounidense. Es conocida por sus papeles televisivos en la serie Fam de CBS y Grand Army de Netflix.

## Primeros años
A'zion nació en Los Ángeles y pasó parte de su infancia en Boston y Neufahrn, Alemania. Es hija de la actriz Pamela Adlon y del director Felix O. Adlon, a su vez es hermana de Gideon y Valentine "Rocky" Adlon. Su abuelo paterno es el cineasta alemán Percy Adlon y su abuelo materno es el escritor y productor estadounidense Don Segall. Su abuelo materno nació en una familia judía y su abuela materna, en una familia anglicana de origen británico.
Odessa asistió a Charter High School of the Arts (CHAMPS) en Van Nuys, California.

## Carrera
Odessa fue inicialmente acreditada como Odessa Adlon. A'zion consiguió su primer papel notable en 2017 como Liv en la quinta temporada de Nashville. Sus papeles cinematográficos incluyen la película Ladyworld de 2018 y la película de terror de 2020 Let's Scare Julie. Apareció en 2 episodios de la serie Wayne.
A'zion consiguió su primer papel protagónico como Shannon, la hermana menor del personaje de Nina Dobrev, en la comedia de situación Fam de CBS en 2019.
En octubre de 2019, se anunció que interpretaría a Joey Del Marco, el personaje principal de Slut: The Play, en la serie Grand Army de Netflix. Odley Jean y ella recibieron elogios de la crítica por sus actuaciones.
Tiene papeles en varias películas próximas como Mark, Mary & Some Other People, Hell House y The Inhabitants.

## Filmografía

### Cine
| Año  | Título                         | Papel          | Notas  |
| ---- | ------------------------------ | -------------- | ------ |
| 2011 | Conception                     | Entrevista Kid |        |
| 2018 | Ladyworld                      | Blake          |        |
| 2020 | Let's Scare Julie              | Madison        |        |
| 2021 | Mark, Mary & Some Other People | Lana           |        |
| 2021 | SuperCool                      | Jaclyn         |        |
| 2022 | Hellraiser                     | Riley McKendry |        |
| 2022 | The Inhabitant                 | Tara Haldon    | [ 12 ] |
| 2023 | Sitting in Bars with Cake      | Corinne        |        |
| 2023 | Fresh Kills                    | Connie         | [ 13 ] |
| 2025 | Until Dawn                     | Nina           | [ 14 ] |
| —    | Marty Supreme                  |                |        |

### Televisión
| Año  | Título                | Papel          | Notas                                                           |
| ---- | --------------------- | -------------- | --------------------------------------------------------------- |
| 2016 | Better Things         | Desafío        | Episodio: "Duke's Chorus"                                       |
| 2017 | Nashville             | Liv            | 5 episodios                                                     |
| 2017 | What About Barb?      | Anna           | Película de televisión                                          |
| 2018 | Love                  |                | Episodio: "Stunt Show"                                          |
| 2019 | Wayne                 | Trish          | 2 episodios                                                     |
| 2019 | Fam                   | Shannon        | Rol principal                                                   |
| 2019 | La ley de Milo Murphy | Orgaluth       | Papel de la voz; episodio: "Sphere and Loathing in Outer Space" |
| 2020 | Day by Day            | Lili           | Episodio: "I'm Not Done Getting To Know You"                    |
| 2020 | Grand Army            | Joey Del Marco | Rol principal                                                   |